# Vistträsk
Vistträsk ist ein Ort (tätort) in der schwedischen Provinz Norrbottens län und der historischen Provinz Norrbotten. Der Ort liegt am Fluss Vistån in der Gemeinde Älvsbyn.
Der Ort, der bis Anfang der 2000er-Jahre den Namen Vistheden trug, liegt zwischen den Seen Nörd Vistträsket und Sör Vistträsket etwa 15 Kilometer westlich von Älvsbyn und 70 Kilometer westlich der Provinzhauptstadt Luleå am Riksväg 94 nach Arvidsjaur.

## Quelle
1. 1 2  Statistiska centralbyrån: Landareal per tätort, folkmängd och invånare per kvadratkilometer. Vart femte år 1960 - 2015 (Datenbankabfrage)
2. ↑  Tätorter 2005 beim Statistiska centralbyrån (schwedisch; die Namensänderung gegenüber 2000 ist auf Seite 55 erwähnt)